# Всеволод Владимирович
Все́волод Влади́мирович (983/984 — до 1013) — первый волынский князь из рода Рюриковичей, сын Владимира Святого.

## Биография
Родился в 983 или 984 году, сын великого киевского князя Владимира Святославича от полоцкой княжны Рогнеды Рогволодовны.
В 987 году стал первым правителем удельного Волынского княжества, земли которого за несколько лет до этого были присоединены Владимиром Святым к Древнерусскому государству. В 988 году на Волыни был основан город Владимир, ставший столицей княжества. Близ Владимира находилось село Варяж, где размещалась армия, присланная с юным князем.
Более никаких свидетельств о жизни Всеволода в русских летописях нет. Соответственно, когда он умер, неизвестно. После смерти Всеволода (и, возможно, его брата Позвизда, который по Густынской летописи имел свой удел на Волыни) князь туровский Святополк присоединил волынские земли к своему уделу. После этого княжество Святополка стало граничить с Польским королевством, поэтому Владимир Святой принял решение женить Святополка на дочери польского правителя Болеслава Храброго. Этот брак принято датировать 1013 или 1014 годом, однако есть версия, согласно которой бракосочетание Святополка с польской княжной стало следствием миссии цистерцианца Бруно в 1008 году. Таким образом, к 1008 или к 1013 году Всеволод Владимирович уже был мертв.
Существует спорная версия о том, что именно Всеволод Владимирович упоминается в скандинавской «саге об Олаве сыне Трюггви» (то есть, об Олафе I Трюггвасоне), где описан эпизод сватовства женихов к полулегендарной королеве Сигрид Гордой, которая в 995 году овдовела (умер ее первый муж Эрик Победоносный). К Сигрид настойчиво сватались несколько женихов, что той не нравилось, поэтому, собрав своих женихов вместе в одном из своих домов, она велела поджечь здание, чтобы те сгорели заживо. Среди погибших женихов Сигрид Гордой сага называет норвежского конунга Харальда Гренландца и некоего «конунга Виссавальда из Гардарики». Так как словом «Гардарики» скандинавы называли Русь, а имя Виссавальд по словам комментатора саги — «несомненно, испорченное русское имя Всеволод», то возникла версия о том, что под этим именем в саге упомянут именно Всеволод Владимирович. Эту версию высказал Ф. А. Браун. Предполагается, при этом, что инициатива женить юного (11 или 12 лет) князя на шведской королеве исходила не от Владимира Святого, а от шведских дружинников из окружения Всеволода, которые вывезли его в Швецию. Версию Брауна поддержал Д.С. Лихачёв.
Л.В. Войтович назвал данную версию маловероятной, указав на логические нестыковки: трудно понять и представить, на что могли рассчитывать дружинники юного князя, сватая его к шведской королеве. Тем более, если дружинники подбили Всеволода на разрыв с отцом, тот попадал в положение князя-изгоя, лишаясь своего влияния на Руси и возможности претендовать на великое княжение. Кроме того, в Средневековой Руси был более распространен принцип династических браков с правителями регионов, которые более близки территориально к тем или иным уделам (яркий пример — упомянутое выше бракосочетание Святополка Туровского с польской княжной, устроенное именно по причине вхождения в удел Святополка Волыни, граничащей с Польшей; другой пример — брак новгородского князя Ярослава Владимировича со шведской принцессой Ингигердой, что объяснялось близостью Новгорода к скандинавским странам). Волынь находилась очень далеко от Швеции. Комментатор саги пишет, что «неизвестно, есть ли какое-либо зерно исторической правды в рассказе об этом Виссавальде». Е. А. Рыдзевская и вовсе критически оценивала историчность легенды о мести Сигрид Гордой своим женихам, связывая ее влиянием легенд о мести княгини Ольги.

## Увековечивание памяти
В украинском Владимире есть улица, названная именем первого волынского князя — Всеволода.

## Комментарии
1. ↑  По версии о тождестве Всеволода Владимировича и «конунга Виссавальда из Гардарики», который был сожжён королевой Сигрид Гордой в 995 году.